# Serrat Que-no-passa
El Serrat Que-no-passa és una serra situada al municipi de les Avellanes i Santa Linya a la comarca del Noguera, amb una elevació màxima de 728 metres.